# Schwarzwasserfluss

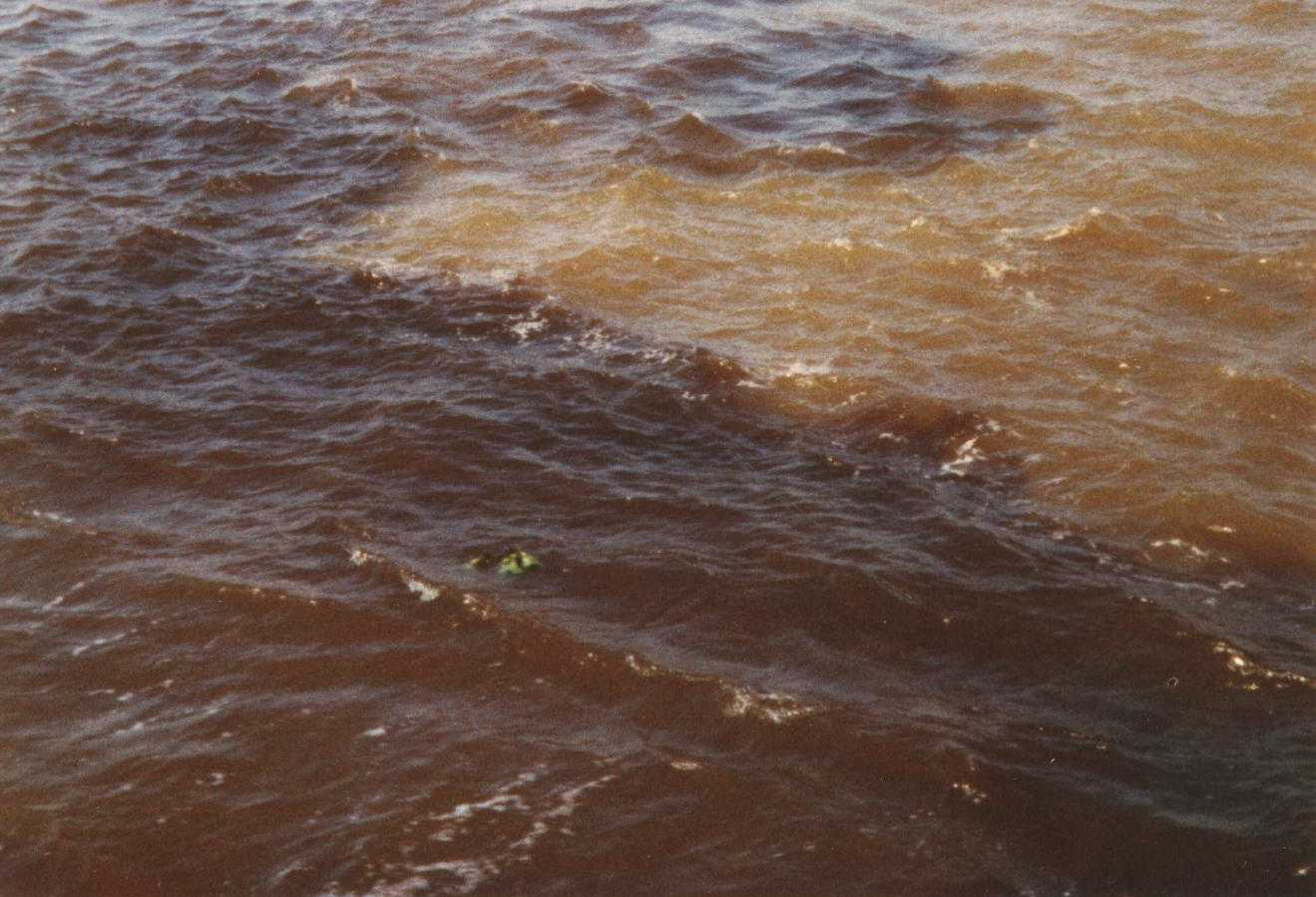
Zentimeterscharfe Grenze zwischen dem hellbraunen „Weißwasser“ des Amazonas und dem Schwarzwasser seines Zuflusses Rio Negro

Schwarzwasserflüsse gehören neben Weißwasserflüssen und Klarwasserflüssen zu den drei in den Tropen dominierenden Flusstypen. Schwarzwasserflüsse haben eine bräunliche Färbung, welche durch die große Menge an gelösten Huminsäuren und Fulvosäuren entsteht und der Farbe von Kaffee ähnelt. Daneben haben sie kaum Schwebstoffe und Sedimentpartikel, die das einfallende Sonnenlicht reflektieren könnten.

## Beschreibung
Der Ursprung von tropischen Schwarzwasserflüssen liegt typischerweise in Mooren oder humosen Regenwaldböden. Das Wasser ist aufgrund der gelösten Huminstoffe sehr sauer, zudem elektrolytarm und hat deshalb eine relativ geringe Leitfähigkeit. Der Abbau der Huminstoffe ist zwar langsam, führt aber in den tieferen Schichten zur Sauerstoffzehrung. Die Flüsse sind extrem nährstoffarm, und auch infolge der Lichtlimitierung bleibt die Primärproduktion gering. Die Fischfauna ist arm, doch sind viele Wirbellose – ausgenommen Weichtiere – reich vertreten.
Schwarzwasserflüsse enthalten kaum natürliche Sedimente. Die durch Erosion entstehenden Partikel wie Sand und Schluff fehlen, da kein Partikeleintrag durch Gebirge und deren geologische Abbauprozesse stattfindet. Sie selbst haben deshalb nur eine verminderte erosive Einwirkung auf ihre Umgebung. Darum gibt es in Schwarzwasserflüssen oft auch viele Stromschnellen, die durch Wasser ohne Sedimentfracht langsamer erodiert werden.

## Beispiele

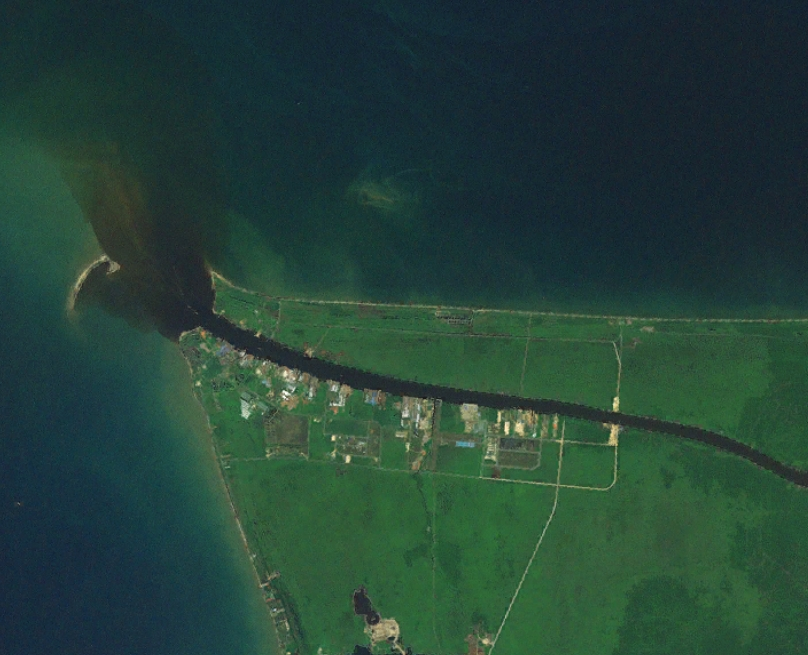
Schwarzwasserfahne des Baram

Beispiele für Schwarzwasserflüsse sind der Kongo in Afrika sowie der Rio Negro, der Rio Cururu und der Río Caroní in Südamerika. Der Ruki gilt laut einer Studie aus dem Jahr 2023 als einer der dunkelsten Schwarzwasserflüsse der Welt.
In Amazonien werden die Überflutungs-Auwälder an Schwarzwasserflüssen als Igapó-Wald bezeichnet.
Gelegentlich wird der Begriff weiter gefasst und es werden auch außertropische Flüsse als Schwarzwasserflüsse bezeichnet.